# Нгуен Тан Зунг
Нгуе́н Тан Зунг (вьет. Nguyễn Tấn Dũng, род. 17 ноября 1949) — вьетнамский государственный деятель. Седьмой премьер-министр Вьетнама с июня 2006 по апрель 2016 года.
Самый молодой глава правительства в истории социалистического Вьетнама. Входил в состав 10-го и 11-го политбюро Коммунистической партии Вьетнама.

## Биография
Зунг родился 17 ноября 1949 года в Камау (Южный Вьетнам). Предположительно в 12 лет он ушел добровольцем в армию Вьетконга, где оказывал первую помощь, был связным, а также выполнял обязанности медбрата и затем врача. Во время войны во Вьетнаме был ранен четыре раза и получил инвалидность второй степени (из четырёх).
6 октября 1967 года вступил в коммунистическую партию Вьетнама (официальная дата вступления 10 марта 1968 года). Прошёл обучение на медбрата и хирурга. Благодаря лидерским качествам продвигался по партийной и армейской карьерной лестнице: прошёл посты командира отделения, взвода, начальника хирургического отделения. Стал секретарем отделения партии в Кьензянге. Окончил курсы командиров батальонного уровня, получил звание старшего лейтенанта и стал замполитом 207-го пехотного батальона. После 1975 года, получив звание капитана, стал замполитом 152 пехотного полка, который вёл боевые действия на границе с Камбоджей. В звании майора возглавлял штаб военного командования провинции Кьензянг.
В октябре 1981 года демобилизовался из рядов вооруженных сил и полностью сосредоточился на партийной работе. Работал начальником партийной школы Нгуен Ай Куок (вьет. Nguyễn Ái Quốc) в Ханое, членом комитета партии провинции Кьензянг, секретарем райкома района Хатьен (вьет. Hà Tiên), председателем Народного комитета провинции Кьензянг.
В июне 1986 года на VI съезде Национальной партии, был избран кандидатом в члены ЦК. На VII съезде Национальной партии в 1991 году, был избран членом ЦК (региональным делегатом от Хайфона). С января 1995 по май 1996 года: заместитель министра общественной безопасности. На VIII съезде партии в 1996 году, был вновь избран в состав ЦК и прошел в состав политбюро, заняв пост руководителя экономической комиссии и ответственного за партийные финансы. В период с 1991—1994 выучился на бакалавра права (LLB).
В сентябре 1997 года на первой сессии десятого Национального собрания, был утвержден в должности заместителя премьер-министра. В этой должности проработал до июня 2006 года (с переизбранием в 2001 году), параллельно занимал пост главы госбанка Вьетнама с мая 1998 года до ноября 1999. На одиннадцатом национальном собрании в 2001 году считался третьим человеком в партии после президента Чыонг Тан Шанга и министра обороны Фунг Куанг Тханя.
В 2006 году на X съезде партии был выдвинут на пост премьер-министра своим предшественником Фан Ван Кхаем, который ушел в отставку. Кандидатуру подтвердили 27 июня 2006 на национальном собрании. В 2011 году был переизбран на второй срок. В 2016 году на XII-м съезде политбюро проиграл внутрипартийные выборы и ушел в отставку. Его сменил 7 апреля бывший заместитель Нгуен Суан Фук.

## Деятельность премьер-министра
В августе 2007 года появились сообщения о развитии сервисов в сети интернет во Вьетнаме, на сайте правительства появилась форма, заполнив которую можно пожаловаться на чиновников-коррупционеров. Нгуен Тан Зунг провел онлайн-конференцию, к которой могли подключиться все желающие, и ответил на некоторые вопросы слушателей, в общем её посмотрело около миллиона человек. В сети стали появляться фальшивые блоги премьера и пресс-секретарю Нгуен Кинь Куоку пришлось сделать заявление, что «у членов правительства и президента нет и не будет личных блогов, потому, что они очень заняты».

## Награды
- Орден Сопротивления I степени,
- Орден «За боевой подвиг» III степени,
- Орден Дружбы

## Личная жизнь
Женат на Чан Тхань Кьем (вьет. Trần Thanh Kiệm), имеет троих детей:
- Нгуен Тхань Нги (вьет. Nguyễn Thanh Nghị), родился в 1976 году, выпускник университета Джорджа Вашингтона. В настоящее время секретарь ячейки партии в провинции Кьензянг.
- Нгуен Тхань Фыонг (вьет. Nguyễn Thanh Phượng), родилась в 1980 году, президент инвестиционного фонда «Бан Вьет». Её муж, Нгуен Бао Хоанг, имеет американское гражданство. Он владелец франшизы Макдоналдс во Вьетнаме, глава фонда IDG Ventures и президент Вьетнамской Баскетбольной Ассоциации.
- Нгуен Минь Чьет (вьет. Nguyễn Minh Triết), родился в 1990 году, выпускник лондонского университета королевы Марии, в настоящее время секретарь молодёжной партийной ячейки[англ.] провинции Биньдинь.